# Lista do Patrimônio Mundial na Arábia Saudita
A Organização das Nações Unidas para a Educação, a Ciência e a Cultura (UNESCO) propôs um plano de proteção aos bens culturais do mundo, através do Comité sobre a Proteção do Património Mundial Cultural e Natural, aprovado em 1972. Esta é uma lista do Patrimônio Mundial existente na Arábia Saudita, especificamente classificada pela UNESCO e elaborada de acordo com dez principais critérios cujos pontos são julgados por especialistas na área. A Arábia Saudita, país que ocupa umm grande território no Oriente Médio e historicamente abrigou relevantes rotas comerciais entre Oriente e Ocidente, ratificou a convenção em 7 de agosto de 1978, tornando seus locais históricos elegíveis para inclusão na lista.
O sítio Sítio Arqueológico de Alhijre foi o primeiro local da Arábia Saudita incluído na lista do Patrimônio Mundial da UNESCO por ocasião da 32ª Sessão do Comitê do Património Mundial, realizada em Québec (Canadá) em 2008. Desde a mais recente adesão à lista, a Arábia Saudita totaliza 8 sítios classificados como Patrimônio da Humanidade, sendo 7 deles de classificação Cultural e apenas 1 de classificação Natural. 

## Bens culturais e naturais
A Arábia Saudita conta atualmente com os seguintes lugares declarados como Patrimônio da Humanidade pela UNESCO:
| | Sítio Arqueológico de Alhijre |
| Bem cultural inscrito em 2008. |                               |
| Localização: Medina |                               |
| Conhecido pelo nome de Hegra na Antiguidade, é o sítio da civilização nabateia melhor conservado ao sul de Petra (Jordânia). Compreende uma série de tumbas monumentais com fachadas ornamentadas que se encontram em um bom estado de conservação e datam dos séculos I a.C. e I d.C. Possui mais de uma centena de inscrições do período pré-nabateu e algumas pinturas rupestres. Alhijre constitui um testemunho excepcional da civilização nabateia. Seus poços e suas 111 sepulturas monumentais, entre as quais figuram 94 ornamentadas, são uma mostra excepcional das realizações arquitetônicas dos nabateus e de seu domínio de técnicas hidráulicas. (UNESCO/BPI) |                               |

| | Distrito de Turaife em Diria |
| Bem cultural inscrito em 2010. |                              |
| Localização: Riade |                              |
| O sítio, situado ao noroeste de Riade, no coração da península arábica, abrigou a primeira capital da dinastia saudita. Fundado no século XV, contém testemunhos do estilo arquitetônico nachdi, característico do centro da península arábica. No século XVIII e início do XX, seu papel político e religioso se fez mais importante a cidadela de Turaife se converteu no centro do poder temporal da Casa de Saúde e da expansão do reformista waabita no seio da religião muçulmana. O sítio inscrito inclui ruínas de numerosos palácios e um conjunto urbano construído nos confins do oásis de Diria. (UNESCO/BPI) |                              |

| | Gidá Histórica, a porta para Meca |
| Bem cultural inscrito em 2014. |                                   |
| Localização: Meca |                                   |
| Situada na costa oriental do Mar Vermelho, Gidá se converteu a partir do século VII em uma importante cidade portuária pela qual transitam as mercadorias chegadas por rotas marítimas comerciais do Oceano Índico com destino a Meca. Também se converteu em porto de chegada dos peregrinos muçulmanos que viajavam por mar para chegar a esta cidade sagrada. Por esta dupla função, Gidá chegou a ser um punjante centro urbano multicultural, cujas construções tradicionais características compreendem, entre outras, casas-torres edificadas no fim do século XIX pelos mercadores abastados da cidade. Nestas construções se combina a tradição arquitetônica local de uso de rochas corais do Mar Vermelho com influências e técnicas artesanais importadas através das rotas comerciais do Índico. (UNESCO/BPI) |                                   |

| | Arte rupestre na região de Ha’il |
| Bem cultural inscrito em 2015. |                                  |
| Localização: Ha’il |                                  |
| Este sítio inclui dois componentes situados uma paisagem desértica: Jabel Umm Sinman em Jubá e o Jabal al-Manjor e Raat em Shuwaymis. Havia um lago aos pés da serra de Umm Sinman que agora desapareceu e era a única fonte de água potável dos habitantes e animais da parte meridional do Grande Deserto de Narfoud. Os ancestrais dos árabes atuais deixaram sinais de sua passagem em numerosos petroglifos e inscrições na rocha. Jabal al-Manjor e Raat formam a escarpadura de um wadi hoje coberto de areia. Mostram numerosas representações de figuras humanas e animais de quase 10 mi anos. (UNESCO/BPI) |                                  |

| | Oásis de Alhaça, uma paisagem cultural envolvente |
| Bem cultural inscrito em 2018. |                                                   |
| Localização: Província Oriental |                                                   |
| Situado na parte oriental da Península Arábica, o oásis de Alhaça é um sítio serial que compreende jardins, canais, mananciais, poços, um lago de drenagem, edifícios históricos, um tecido urbano e sítios arqueológicos considerados representantes de formas de ocupação humana sedentária na região do Golfo desde o neolítico até nossos dias. (UNESCO/BPI) |                                                   |

| | Área Cultural de Ḥimā |
| Bem cultural inscrito em 2021. |                       |
| Localização: Najrã |                       |
| Localizado numa região árida e montanhosa do sudoeste da Arábia Saudita, em uma das antigas rotas de caravanas, a Área Cultural Bir Hima contém uma coleção substancial de arte rupestre e imagens representando caça, fauna, flora e estilos de vida numa continuidade cultural de 7 mil anos. Viajantes e camponeses no local deixaram uma riqueza de inscrições na rocha e petroglifos através das eras e até o fim do século XX, a maioria dos quais está preservada em condição pristina. (UNESCO/BPI) |                       |

| | Área Protegida de 'Uruq Bani Ma'arid |
| Bem natural inscrito em 2023. |                                      |
| Localização: Najrã |                                      |
| A propriedade engloba a porção ocidental do maior deserto de areia da Terra, conhecido como Ar Rub' al-KhaIi, e conserva uma das mais espetaculares paisagens desérticas do planeta. A topografia variada da região cria uma ampla gama de habitats de vida selvagem e o sítio é mundialmente notável devido à reintrodução de animais desérticos icônicos, incluindo o órix-árabe (Oryx leucoryx) e a gazela-de-areia (Gazella marica), ao seus habitats naturais após décadas de extinção na natureza. As dunas móveis também proveem um excelente e oxigenado habitat para invertebrados e répteis. (UNESCO/BPI) |                                      |

| Ruínas da cidade antiga de Qaryat al-Faw. | Paisagem cultural da Área Arqueológica de al-Faw |
| Ruínas da cidade antiga de Qaryat al-Faw. | Bem cultural inscrito em 2024. |
| Ruínas da cidade antiga de Qaryat al-Faw. | Localização: Négede |
| Ruínas da cidade antiga de Qaryat al-Faw. | Localizada em um ponto estratégica das antigas rotas comerciais da Península Arábica, a propriedade foi abruptamente abandonada por volta do século V. Cerca de 12 mil vestígios arqueológicos foram encontrados, abrangendo desde o período pré-histórico até a era islâmica tardia, testemunhando a sucessiva ocupação de três diferentes populações e sua adaptação às condições do meio ambiente ao redor. Elementos arqueológicos incluem as ferramentas paleolíticas e neolíticas de povos primitivos, estruturas cônicas, moledros e construções circulares, a montanha sagrada de Khashm Qaryah, arte rupestre, fortes e caravançarais, o oásis e seu antigo sistema de gestão hidráulica e as ruínas da cidade de Qaryat al-Faw. (UNESCO/BPI) |

## Lista Indicativa
Em adição aos sítios inscritos na Lista do Patrimônio Mundial, os Estados-membros podem manter uma lista de sítios que pretendam nomear para a Lista de Patrimônio Mundial, sendo somente aceitas as candidaturas de locais que já constarem desta lista. Desde 2019, a Arábia Saudita possui 10 locais na sua Lista Indicativa.
| Sítio                                      | Imagem | Local           | Ano  | Dados UNESCO           | Descrição |
| ------------------------------------------ | ------ | --------------- | ---- | ---------------------- | --- |
| Rota do Haje egípcio                       |        | Tabuque / Hejaz | 2015 | Cultural: (ii)(iv)(vi) | É uma das mais importantes rotas de peregrinação da história islâmica, ligando o Egito a Meca e Medina. Os peregrinos vindos do Norte da África se encontram no Egito e depois atravessam a Península do Sinai em sentido à Arábia Saudita. Devido sua relevância, a rota recebeu diversas reformas e melhorias por vários governantes islâmicos ao longo da história, incluindo fontes, jardins, fortes e mesquitas.  |
| Ferrovia do Hejaz                          |        | Tabuque         | 2015 | Cultural: (ii)(iv)(vi) | A Ferrovia do Hejaz foi construída por ordem do sultão otomano Abdulamide II em 1909 com a finalidade de ligar as duas mesquitas sagradas - Mesquita do Profeta e Grande Mesquita de Meca - e transportar os peregrinos vindos da Ásia e Levante. A linha férrea possui várias estações, sendo as principais em Tabuque, Madaim Salé e Medina.                                                                         |
| Rijal Almaa                                |        | Assir           | 2015 | Cultural: (iv)(v)      | Rijal Almaa está localizada na região de Assir e é a capital da província homônima. A aldeia era um corredor natural que ligava aqueles vindos do Iêmen e do Levante a Meca e Medina, o que a torna um importante centro comercial regional. A vila é composta por cerca de 60 palácios construídos em pedra natural, barro e madeira de vários pavimentos.                                                            |
| Rota do Haje sírio                         |        | Tabuque / Hejaz | 2015 | Cultural: (ii)(iv)(vi) | Esta é a rota mais antiga dos peregrinos muçulmanos depois da estrada Meca-Medina, sendo conhecida no início da era islâmica como estrada Attabukiyah. Esta rota liga Damasco a Medina e sua extensão é de 1.307 quilômetros, passando por vários acampamentos e estações. |
| Área Protegida das Ilhas Farasan           |        | Jizã            | 2019 | Natural: (x)           | As Ilhas Farasan são um arquipélago de mais de 170 ilhas e ilhotas de recifes de coral na costa sudeste da Arábia Saudita. A área protegida abrange 5.408 km², a maioria dos quais é propriedade estatal com propriedades privadas alocadas dentro dos limites da ilha e em torno da cidade de Farasan. |
| Antigos oásis murados do norte da Arábia   |        | Tabuque         | 2022 | Cultural: (ii)(v)      | A propriedade serial indicada inclui as ruínas arqueológicas das cidades de Taima, Qurayyah, Dumat al-Jandal e Ha'it que foram construídas na região conhecida como "deserto verde" e habitada por populações nômades pré-históricas cuja presença é atestada por vários vestígios do Paleolítico ao Neolítico. O local abriga ferramentas, arte rupestre e petróglifos.                                               |
| Vilarejo de Thee Ain na região de Al-Bahah |        | Al Bahah        | 2022 | Cultural: (iv)(v)      | Thee Ain figura entre as aldeias tradicionais mais importantes da região de Al-Bahah, tendo sido construída no topo de uma montanha com uma organização patrimonial e ambiental urbana única e uma vista pitoresca para o entorno que inclui 312 residências e uma mesquita. A aldeia caracteriza-se ainda pela presença de uma fonte de água permanente e fortificação defensiva rodeada por montanhas em três lados. |